# 大分センチュリーホテル
大分センチュリーホテル（おおいたセンチュリーホテル）は、大分県大分市にあるホテルである。ヤクシングループの株式会社大分センチュリーホテルが運営する。

## 概要
大分駅から徒歩4分の大分市の中心地に位置する老舗のシティホテルのひとつ。1階にフロント、ラウンジ、洋食レストラン。2階に大宴会場、中国料理。地下1階及び3階に小中宴会場、4-8階に客室。ホテル建物には大分信用金庫府内町支店が併設されている。

## 沿革
小田急電鉄が小田急センチュリーホテル大分として運営していたが、2002年7月にヤクシングループが買収し、大分センチュリーホテルに商号を変更した。2016年に耐震改修工事が行われ、同年10月にリニューアルオープンした。
- 1974年（昭和49年）12月 - 小田急センチュリーホテル大分として開業。
- 2002年（平成14年）7月 - ヤクシングループが買収し、大分センチュリーホテルに商号を変更[9]。
- 2016年（平成28年）10月 - 耐震改修工事完了、リニューアルオープン[10][11]。
- 2017年（平成29年）6月 - アパパートナーホテルズに加盟[8]。

## 施設概要
- 地上8階[1]・地下2階（RC構造 塔座2階）[要出典]
- 敷地面積 - 1,581.340m2[要出典]
- 延床面積 - 11,010.79m2[要出典]
- 客室 - 121室[3]
  - シングル - 78室[4]
  - ダブル - 9室[4]
  - ツイン - 33室[4]
  - スイート - 1室[5]
- 定員 - 168名[4]
- 主要施設
  - 宴会場 - 9室[12]
  - 会議室 - 2室[12]
  - レストラン - 2店舗[2]
- 立体駐車場 - 34台[6]

## 館内施設
- 中国料理「李白」
- レストラン「カテリーナ」
- ラウンジ「コンチェルト」
- 宴会場「ご宴会・会議」

## アクセス
- 鉄道 - JR九州大分駅から徒歩4分[6]
- 自動車 - 大分自動車道大分ICから約12分[6]